# L'ultimo dei belli/Vattene via fratello
L'ultimo dei belli è un 45 giri pubblicato solamente da Franco Franchi nel 1972. Conteneva la canzone omonima e Vattene via fratello, tratti rispettivamente dalle colonne sonore dei film Piedino il questurino e Ultimo tango a Zagarol. Fu pubblicato dalla Durium ed è stato l'unico successo discografico dell'attore-cantante palermitano.

## Tracce
- Lato A
  - L'ultimo dei belli
- Lato B
  - Vattene via fratello